# Ганфштенгль, Франц
Франц Сераф Ганфштенгль (нем. Franz Seraph Hanfstaengl, иногда Ханфштенгль; 1 марта 1804, Байернрайн близ Бад-Тёльца — 18 апреля 1877, Мюнхен) — немецкий гравёр и фотограф.

## Биография
Франц Ганфштенгль происходил из крестьянской семьи и приехал в Мюнхен учиться рисованию по рекомендации сельского учителя. В 1819—1825 годах учился в Мюнхенской академии художеств. В 1833 году открыл в Мюнхене литографическую мастерскую, а в 1853 году — ещё и фотоателье. В 1835—1852 годах сделал около 200 литографических копий шедевров Дрезденской картинной галереи и опубликовал их как альбом. Позднее работал придворным фотографом у баварского короля Людвига II.
Имена всех детей Франца Ганфштенгля начинаются на «Э». По старинной легенде, упомянутой в мемуарах его внука Эрнста, некая цыганка нагадала Францу Ганфштенглю, что всякого члена его семьи, у кого имя не начинается с «Э», будут преследовать неудачи. Сын Франца Ганфштенгля Эдгар прославился романом с принцессой Софией Шарлоттой Баварской. Сын Эрвин женился на оперной певице Марии Шрёдёр. Внук Франца Ганфштегля Эрнст занимал в нацистской Германии должность пресс-секретаря НСДАП по связям с зарубежной прессой.